# Something Kinda Ooooh
Something Kinda Oooh è il primo singolo estratto dalla prima raccolta dei brani di maggior successo del gruppo musicale pop britannico Girls Aloud, The Sound of Girls Aloud. Il singolo è stato pubblicato il 23 ottobre 2006 dall'etichetta discografica Fascination.
Il singolo ha riscosso un ottimo successo raggiungendo la terza posizione della classifica britannica. La canzone era una dei tre inediti inclusi nella raccolta del gruppo, insieme a I Think We're Alone Now, canzone estratta come secondo singolo, e Money, ed è stata scritta da Miranda Cooper, Brian Higgins, Tim Powell, Nick Coler, Giselle Sommerville e Jody Lei ed è stata prodotta, come di consuetudine per le canzoni delle Girls Aloud, da Brian Higgins e dagli Xenomania.
La canzone è stata inserita come colonna sonora del film Run Fatboy Run del 2007.
Nel singolo erano contenute, tra le diverse edizioni, le b-side The Crazy Life, Models (traccia dell'album Chemistry) e un megamix delle canzoni più conosciute del gruppo.

## Tracce
CD-Single (Fascination / Polydor FASC004 (UMG) [uk] / EAN 0602517098800)
1. Something Kinda Ooooh - 3:24
2. The Crazy Life - 3:19

CD-Maxi Fascination / Polydor FASC006 (UMG) [uk] / EAN 0602517098893
1. Something Kinda Ooooh - 3:24
2. Something Kinda Ooooh (Tony Lamezma Mix) - 5:42
3. Models - 3:29
4. Megamix - 6:29

- Extras: Something Kinda Ooooh (video)
- Something Kinda Ooooh (karaoke video)

## Classifiche
| Classifica (2006) | Posizione raggiunta |
| ----------------- | ------------------- |
| Regno Unito       | 3                   |
| Slovenia          | 4                   |
| Irlanda           | 7                   |